# ون بیورن (ویسکانسین)
ون بیورن، ویسکانسین (به انگلیسی: Van Buren, Wisconsin) یک منطقهٔ مسکونی در ایالات متحده آمریکا است که در شهرستان گرانت، ویسکانسین واقع شده‌است.

## خصوصیات
ون بیورن ۱۹۹٫۹۵ متر بالاتر از سطح دریا واقع شده‌است.